# Byrsa
Byrsa là một pháo đài cổ của thành bang Carthage cổ đại (nay thuộc thủ đô Tunis, Cộng hòa Tunisia) được đặt theo tên ngọn đồi nơi đô thị này tọa lạc. Thực ra, tên gọi Byrsa do người Hy Lạp đặt theo từ βύρσα (có nghĩa là "da thú" trong tiếng Hy Lạp cổ), dựa theo truyền thuyết về sự thành lập nơi định cư đầu tiên ở Carthage.

## Từ nguyên
Từ byrsa được cho là bắt nguồn từ cụm từ Hy Lạp cổ βύρσα, có nghĩa là ''da thú''. Theo Justin và Virgil, tên gọi này gắn liền với truyền thuyết về sự thành lập Carthage bởi Dido (hay Elissa, nữ hoàng sáng lập Carthage). Năm 814 TCN, khi hải đoàn xứ Tyre do Dido chỉ huy đã đến đóng trại trên bãi biển dưới chân đồi Byrsa. Một vị tù trưởng địa phương là Iarbas đã đón tiếp họ và ban cho họ một mảnh đất rộng bằng một tấm da thú. Sau đó, Dido cắt tấm da thành những dải mỏng, nối chúng với nhau thành một dải da dài nhất có thể (lên đến 4 km), đủ để bao trọn đồi Byrsa. Kết quả, ngọn đồi này chính thức thuộc về Dido cùng hải đoàn của bà.
Sử gia Stéphane Gsell (1913) đã chỉ sự liên hệ giữa tên tiếng Hy Lạp này với một từ Phoenicia cổ: "Chúng hoàn toàn khác nhau, mặc dù cách phát âm có điểm tương đồng". Một nhà nghiên cứu khác chỉ ra nguồn gốc của từ byrsa bắt nguồn từ bostra trong tiếng Semetic cổ, có nghĩa là "pháo đài", tương tự như từ birtu trong tiếng Akkadian cổ.
Ngày nay, ngọn đồi Byrsa cao khoảng 57m so với mực nước biển.

## Lịch sử

### Thời kỳ tiền Punic (trước 814 TCN)
Khu vực đồi Byrsa thời cổ đại thuộc lãnh thổ của các bộ lạc Amazigh (Berber).

### Thời kỳ Punic
Khi xây dựng thành phố Carthage, nữ hoàng Dido quy hoạch đồi Byrsa trở thành trung tâm thành phố với các khu dân cư tập trung xung quanh chân đồi. Đỉnh Byrsa là nơi cao nhất tại Carthage, nên một pháo đài được xây dựng làm gồm quần thể cung điện, đền thờ, và các trung tâm hành chính như tòa thị chính, tòa án, nhà quốc hội. Từ vị trí này, người ta có thể nhìn thấy toàn cảnh cảng Punic và khu chợ chính.
Tên của Byrsa cũng được khắc lên tiền xu shekel Carthage bằng tiếng Punic ''𐤁𐤀𐤓‬𐤑‬𐤕'' (bʾrṣt, có nghĩa là "da thú"), nhằm gợi nhớ đến tấm da thú mà Dido dùng để sở hữu ngọn đồi.

### Thời kỳ La Mã
Trong cuộc chiến Punic lần thứ ba, tướng Cộng hòa La Mã Scipio Aemilianus Africanus bao vây Carthage và cuối cùng hủy diệt thành phố vào năm 146 TCN. Pháo đài Byrsa từ đó trở thành tòa thị chính của tỉnh Châu Phi của La Mã.
Năm 439, thủ lĩnh người Vandal là Geiseric chiếm Carthage khi đế quốc Tây La Mã (chế độ kế tục nền Cộng hòa) sụp đổ và cai trị phần lớn Bắc Phi từ thủ đô Byrsa cho đến khi hoàng đế Đông La Mã Justinian chiếm lại thành phố này năm 533.

### Thời kỳ hiện đại
Thánh đường St.Loius được xây dựng trên đồi Byrsa năm 1884, trên tàn tích đền thờ Punic cũ.
Năm 1994, một bộ xương người đàn ông Carthage cổ đại khoảng 2500 năm tuổi được khai quật ngay trên đồi Byrsa. Đến năm 2016, người ta phát hiện bộ xương này thuộc nhóm U5b2c1 haplogroup, sống khoảng cuối thế kỷ 6 TCN và đặt ra giả thuyết về sự bành trướng của người Carthage trong phạm vi giữa bán đảo Iberia và Maghreb trong thời kỳ này.
Ngày nay, Byrsa đóng vai trò như một trung tâm văn hóa và là điểm khảo cổ đáng chú ý tại Carthage. Ngoài ra, bảo tàng Carthage cũng được xây dựng tại địa điểm này, để trưng bày các cổ vật khai quật được.